# 碗狀龍屬
碗狀龍屬是劍龍科下的一屬恐龍，生活於下白堊紀的凡藍今階到巴列姆階，約1億4000萬年前到1億2500萬年前。牠的化石在英格蘭被發現。牠被認為可能是皇家龍的次異名，不過卻只有很少的化石而不能斷定。
模式種是波頓碗狀龍（C. pottonensis），於1874年由哈利·絲萊博士（Harry Govier Seeley）所敘述、命名。屬名意為「碗罐蜥蜴」，種名是以化石發現處的波頓屍骨層為名。哈利·絲萊將正模標本（編號SMC B.28814）錯誤鑑定為頭顱骨基部。在1912年，法蘭茲·諾普喬（Franz Nopcsa）鑑定化石為一個神經弓的前段。

## 外部連結
- http://web.me.com/dinoruss/de_4/5a775e1.htm （页面存档备份，存于）
- https://web.archive.org/web/20090729092426/http://www.thescelosaurus.com/stegosauria.htm